# Tatochila distincta
Tatochila distincta är en fjärilsart som beskrevs av Jörgensen 1916. Tatochila distincta ingår i släktet Tatochila och familjen vitfjärilar. Inga underarter finns listade i Catalogue of Life.